# Grand Prix automobile de Belgique 1960
GP précédent GP suivant
Le Grand Prix de Belgique 1960 (XXe Grand Prix de Belgique / XX Grote Prijs van Belgie), disputé sur le circuit de Spa-Francorchamps le 19 juin 1960, est la quatre-vingt-neuvième épreuve du championnat du monde de Formule 1 courue depuis 1950 et la cinquième manche du championnat 1960.
L'édition est marquée par une série d'accidents : Stirling Moss et Mike Taylor se blessent durant les essais à quelques minutes d’intervalle ; Taylor, sérieusement choqué, mettra fin à sa carrière de pilote. En course, Chris Bristow, sur une Cooper de l'écurie British Racing Partnership, est décapité par du fil barbelé lors d'une sortie de piste juste avant Malmedy. Cinq tours plus tard, Alan Stacey est percuté en plein visage par un oiseau à Masta ; sans connaissance, il sort de la piste et, éjecté de sa voiture, ne survit pas à ses blessures. Ces drames en font le week-end le plus noir de la Formule 1 jusqu'au Grand Prix de Saint-Marin 1994.

## Contexte avant la course

### Le championnat du monde
La saison 1960 de Formule 1, dernière courue sous la réglementation à moteur 2 500 cm3 atmosphérique ou 750 cm3 suralimenté, marque la conversion de la plupart des constructeurs de monoplaces au concept du moteur central arrière, dans le sillage de Cooper, qui a tenu le haut du pavé l'année précédente grâce à ses légères et maniables T51, pourtant nettement moins puissantes que les Ferrari. Avec le retour des Grands Prix d'Argentine et de Belgique, le calendrier 1960 comporte dix manches, dont les 500 miles d'Indianapolis, épreuve spécifique disputée sous la réglementation Indycar.
Malchanceux lors des deux premières épreuves, Jack Brabham, champion du monde 1959, a retrouvé le chemin de la victoire lors du récent Grand Prix des Pays-Bas au volant de la nouvelle Cooper T53 et s'est replacé dans la course au titre, à seulement six points de son coéquipier Bruce McLaren (vainqueur chanceux en Argentine) et trois de Stirling Moss, son adversaire le plus redoutable, qui a imposé à Monaco la très performante Lotus 18. Disposant des anciennes Dino à moteur avant (la nouvelle voiture à moteur central arrière étant en cours de développement), les pilotes Ferrari subissent cette saison la loi des monoplaces britanniques, seuls les circuits ultra rapides tels Spa-Francorchamps, Reims ou Monza leur étant favorables.

### Le circuit

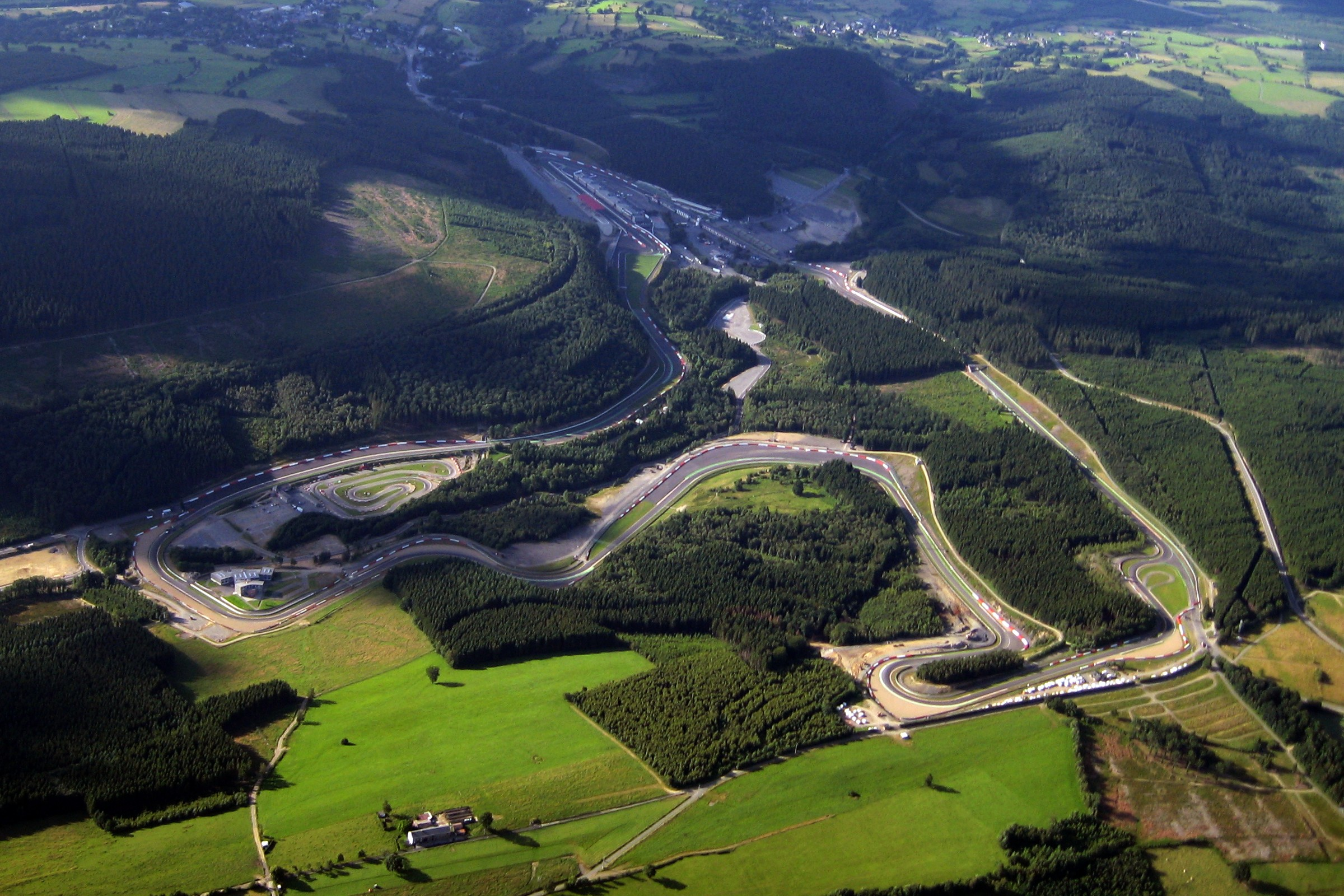
Le circuit permanent (vu ici dans les années 2000) emprunte une partie du tracé routier utilisé jusqu'en 1978 (au fond, le virage de la Source).

Situé en bordure des Hautes Fagnes, le circuit routier de Spa-Francorchamps fut inauguré en 1924. Il emprunte des voies au relief marqué, la pente maximale (dans la montée du Raidillon) atteignant 17%. Malgré son parcours accidenté, c'est l'un des tracés les plus rapides d'Europe, l'épingle de la Source étant le seul virage lent du circuit. Depuis 1958, le record officiel de la piste est détenu par Mike Hawthorn, qui lors du Grand Prix avait accompli son dernier tour à la moyenne de 213 km/h au volant de sa Ferrari.

## Monoplaces en lice
- Cooper T53 "Usine"

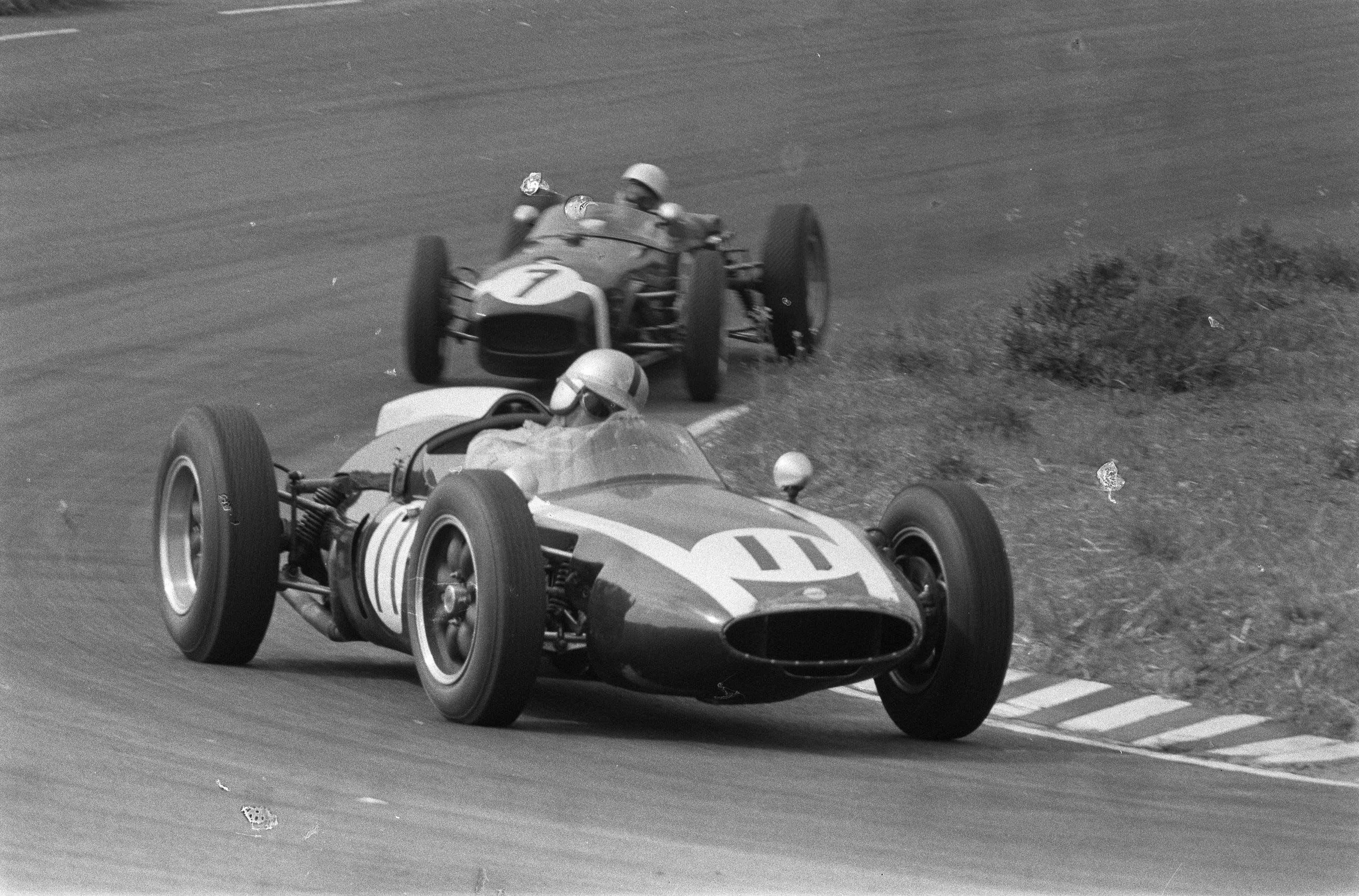
Brabham sur Cooper T53, vu ici lors du dernier Grand Prix des Pays-Bas.

Jack Brabham et Bruce McLaren pilotent leurs habituelles T53, à moteur central arrière. Ce modèle se distingue de la T51 de la saison précédente par une ligne beaucoup plus aérodynamique et une boîte de vitesses à cinq rapports et pont intégré. Elle utilise toujours le moteur 4 cylindres Coventry Climax FPF développant 243 chevaux à 6 800 tr/min, qui malgré sa puissance modeste est capable de propulser cette agile monoplace de 460 kg à 290 km/h. Brabham, qui a grandement contribué au développement de la T53, vient de remporter coup sur coup le Silver City Trophy à Brands Hatch (hors championnat) et le Grand Prix des Pays-Bas, faisant preuve d'une très grande aisance à son volant.
- Cooper T51 & T45 privées

Compétitive et facile à exploiter, la Cooper T51 est très prisée des écuries privées. L'équipe Yeoman Credit d'Alfred Moss a acquis trois des châssis utilisés par l'usine la saison précédente. Comme les T53, ces monoplaces de 485 kg utilisent le moteur Climax FPF. Tony Brooks et Chris Bristow sont au volant de leurs montures habituelles, la troisième voiture étant confiée au pilote belge Olivier Gendebien qui débute dans l'équipe. Le pilote néerlandais Carel Godin de Beaufort avait initialement engagé sa T51 personnelle mais a annulé sa participation. Engagé par l'Écurie nationale belge, Lucien Bianchi va faire ses débuts en championnat du monde sur une ancienne Cooper T45.
- Ferrari Dino 246 "Usine"

Le circuit ardennais est l'un de ceux où les classiques Dino 246 (600 kg, moteur V6 développant 290 chevaux) ont une petite chance de rivaliser avec les monoplaces britanniques. Trois voitures ont été engagées pour Phil Hill, Wolfgang von Trips et Willy Mairesse, le pilote belge faisant ici sa première apparition en Grand Prix.
- BRM P48 "Usine"

L'équipe britannique aligne ses trois pilotes habituels, Joakim Bonnier, Graham Hill et Dan Gurney, qui disposent de leurs P48 à moteur central arrière, des monoplaces de 550 kg à moteur quatre cylindres en ligne de 280 chevaux qui se caractérisent par un original système de freinage ne comprenant que trois disques, deux à l'avant et un seul monté sur l'arbre de transmission à l'arrière. C'est d'ailleurs une défaillance du freinage qui fut cause de la sortie de route de Gurney lors du dernier Grand Prix des Pays-Bas, une fêlure du radius contraignant le pilote américain à piloter ici avec l'avant-bras gauche plâtré.
- Lotus 18 "Usine"

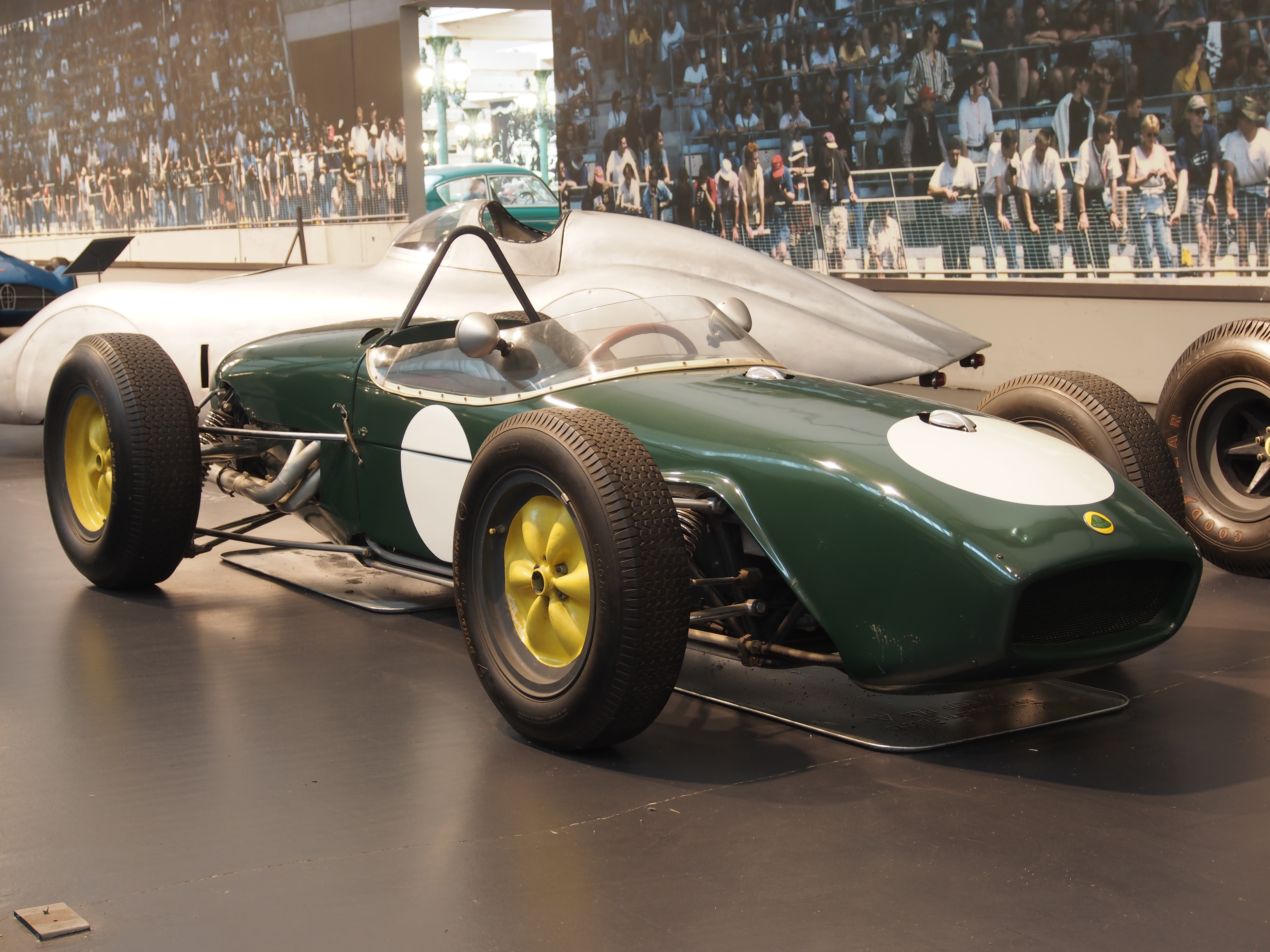
La Lotus 18, principale concurrente des Cooper.

Comme à Zandvoort, Colin Chapman a engagé trois Lotus 18 pour Innes Ireland, Alan Stacey et Jim Clark. Ces voitures, qui utilisent le même moteur Climax FPF que les Cooper, sont les plus petites (hauteur hors tout de 67 centimètres) et les plus légères (440 kg en ordre de marche) du plateau. Elles utilisent une originale boîte de vitesses séquentielle à cinq rapports, de conception maison. Elles bénéficient d'une excellente tenue de route, nécessitant toutefois un pilotage très fin. Malgré leur petite taille, elles s'avèrent moins rapides que les Cooper, dont l'aérodynamique est nettement plus poussée.
- Lotus 18 privées

Impressionné par les performances affichées par la Lotus 18 dès ses premières course, Stirling Moss a poussé son employeur Rob Walker à en acquérir une, en remplacement de sa précédente Cooper T51. Une voiture neuve fut livrée à l'équipe pour le Grand Prix de Monaco où Moss la fit triompher. Également intéressé par ce modèle, Mike Taylor a racheté la voiture utilisée par Ireland en Argentine, une des premières de ce type construites, qu'il va étrenner à Francorchamps.
- Scarab "Usine"

Souffrant d'un manque de puissance et d'un poids trop élevé (235 chevaux pour près de 600 kg), les Scarab F1 sont loin d'avoir répondu aux attentes du pilote constructeur américain Lance Reventlow. De conception très classique, ces monoplaces se sont révélées beaucoup plus lentes que toutes leurs concurrentes, l'essai effectué par Stirling Moss à Monaco ayant confirmé le manque de compétitivité de ces voitures. Malgré la non-qualification subie en principauté et leur forfait aux Pays-Bas, Reventlow tente à nouveau sa chance sur le circuit ardennais, épaulé par son compatriote Chuck Daigh.

## Coureurs inscrits
| no | Pilote                  | Écurie                    | Constructeur | Modèle           | Moteur             | Pneumatiques |
| -- | ----------------------- | ------------------------- | ------------ | ---------------- | ------------------ | ------------ |
| 2  | Jack Brabham            | Cooper Car Company        | Cooper       | Cooper T53       | Coventry Climax L4 | D            |
| 4  | Bruce McLaren           | Cooper Car Company        | Cooper       | Cooper T53       | Coventry Climax L4 | D            |
| 6  | Joakim Bonnier          | Owen Racing Organisation  | BRM          | BRM P48          | BRM L4             | D            |
| 8  | Dan Gurney              | Owen Racing Organisation  | BRM          | BRM P48          | BRM L4             | D            |
| 10 | Graham Hill             | Owen Racing Organisation  | BRM          | BRM P48          | BRM L4             | D            |
| 12 | Stirling Moss           | Rob Walker Racing Team    | Lotus        | Lotus 18         | Coventry Climax L4 | D            |
| 14 | Innes Ireland           | Team Lotus                | Lotus        | Lotus 18         | Coventry Climax L4 | D            |
| 16 | Alan Stacey             | Team Lotus                | Lotus        | Lotus 18         | Coventry Climax L4 | D            |
| 18 | Jim Clark               | Team Lotus                | Lotus        | Lotus 18         | Coventry Climax L4 | D            |
| 20 | Mike Taylor             | Crawley Racing Team       | Lotus        | Lotus 18         | Coventry Climax L4 | D            |
| 22 | Willy Mairesse          | Scuderia Ferrari          | Ferrari      | Ferrari Dino 246 | Ferrari V6         | D            |
| 24 | Phil Hill               | Scuderia Ferrari          | Ferrari      | Ferrari Dino 246 | Ferrari V6         | D            |
| 26 | Wolfgang von Trips      | Scuderia Ferrari          | Ferrari      | Ferrari Dino 246 | Ferrari V6         | D            |
| 28 | Lance Reventlow         | Reventlow Automobiles Inc | Scarab       | Scarab F1        | Scarab L4          | D            |
| 30 | Chuck Daigh             | Reventlow Automobiles Inc | Scarab       | Scarab F1        | Scarab L4          | D            |
| 32 | Lucien Bianchi          | Équipe Nationale Belge    | Cooper       | Cooper T45       | Coventry Climax L4 | D            |
| 34 | Olivier Gendebien       | Yeoman Credit Bank        | Cooper       | Cooper T51       | Coventry Climax L4 | D            |
| 36 | Chris Bristow           | Yeoman Credit Bank        | Cooper       | Cooper T51       | Coventry Climax L4 | D            |
| 38 | Tony Brooks             | Yeoman Credit Bank        | Cooper       | Cooper T51       | Coventry Climax L4 | D            |
| 40 | Carel Godin de Beaufort | Ecurie Maarsbergen        | Cooper       | Cooper T51       | Coventry Climax L4 | D            |

## Qualifications
Les essais qualificatifs se déroulent les vendredi et samedi après-midi précédant la course. La course n'ayant pas eu lieu l'année précédente, beaucoup de pilotes découvrent le circuit le vendredi, et ce n'est qu'en fin de journée que les temps de référence s'établissent. Jack Brabham est le premier à réaliser une série de tours sous la barre des quatre minutes au volant de sa Cooper, achevant sa séance avec un temps de 3 min 50 s (soit une moyenne de 220,7 km/h), pulvérisant le record établi par Mike Hawthorn deux ans auparavant. Il devance de plus de deux secondes tous ses adversaires, le plus proche étant Tony Brooks, dont le style coulé s'avère toujours aussi efficace sur les pistes rapides, et qui au volant de sa Cooper de la saison dernière est parvenu à battre la Lotus de Stirling Moss.

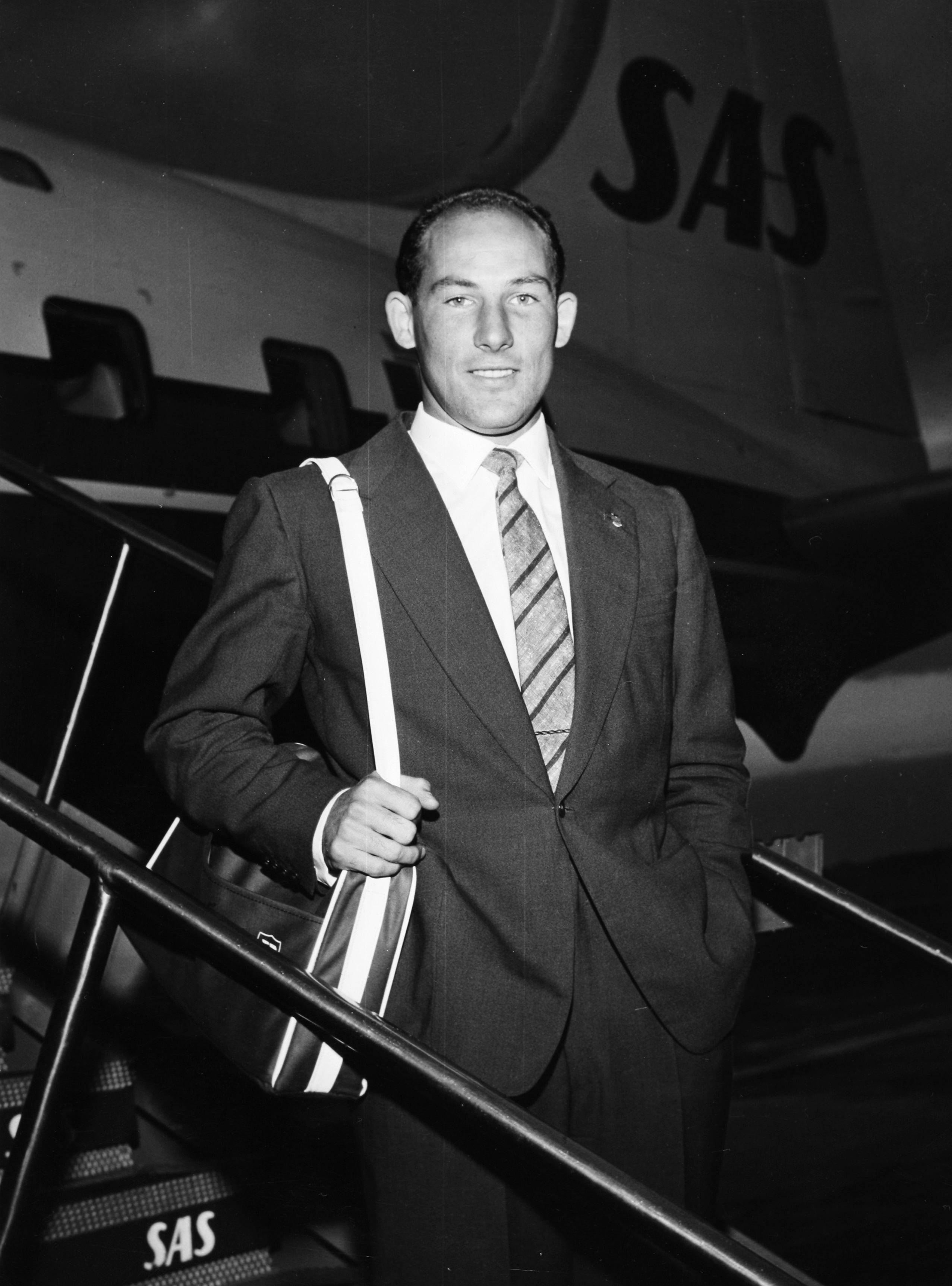
Gravement accidenté aux essais, Stirling Moss voit sa saison 1960 fortement compromise.

Comme la veille, le soleil est présent pour la séance qualificative du samedi après-midi. Devancé la veille par les Cooper, Moss est reparti à l'assaut du chronomètre lorsque, en abordant le virage de Burnenville à environ 225 km/h, le moyeu arrière gauche cède brutalement ; sur trois roues, la Lotus sort violemment de la piste, éjectant son pilote qui est relevé avec les deux jambes et le nez cassés et trois vertèbres brisées. Presque au même moment, Mike Taylor (qui pilote également une Lotus privée) se retrouve privé de direction au virage de la Carrière et sa voiture a tiré droit dans les arbres bordant la piste à cet endroit. Il s'en tire miraculeusement avec une clavicule cassée et quelques contusions. Il s'avère que la colonne de direction s'est rompue, la voiture de Taylor étant une des toutes premières Lotus 18 construites, ne bénéficiant pas des modifications apportées ultérieurement par l'usine.
Ces deux accidents graves vont entraîner plus d'une heure d'interruption de la séance. Peu de voitures vont ensuite reprendre la piste, et hormis  Phil Hill qui va améliorer d'une dizaine de secondes son temps de la veille, devançant de deux dixièmes de seconde la Cooper d'Olivier Gendebien et s’octroyant une place en première ligne de la grille de départ, les  autres pilotes se contentent de parfaire les réglages de leurs voitures. Au stand Lotus, Colin Chapman (qui a emprunté la monoplace d'Ireland pour aller examiner l'épave de Moss), va passer le reste de la journée et une partie de la nuit à faire remplacer les moyeux arrière des trois voitures de l'équipe par des pièces modifiées en urgence à l'usine et expédiées sur place par avion.
C'est donc Brabham, qui partira en pole position au côté de Brooks et Phil Hill, tandis qu'Olivier Gendebien partira à la corde de la seconde ligne au côté de Graham Hill, qui s'est montré le plus rapide de l'équipe BRM. À la suite des accidents ayant éliminé Moss et Taylor, seuls dix-sept pilotes prendront part au Grand prix, les organisateurs accordant une prime de départ aux quinze premiers mais seulement une demi-prime aux deux derniers qualifiés, Alan Stacey (Lotus) et Chuck Daigh, qui avec Lance Reventlow fera débuter en course la Scarab.
| Pos. | Pilote             | Écurie        | Temps                | Écart    |
| ---- | ------------------ | ------------- | -------------------- | -------- |
| 1    | Jack Brabham       | Cooper-Climax | 3 min 50 s 0         |          |
| 2    | Tony Brooks        | Cooper-Climax | 3 min 52 s 5         | + 2 s 5  |
| 3    | Stirling Moss      | Lotus-Climax  | 3 min 52 s 6         | + 2 s 6  |
| 4    | Phil Hill          | Ferrari       | 3 min 53 s 3         | + 3 s 3  |
| 5    | Olivier Gendebien  | Cooper-Climax | 3 min 53 s 5         | + 3 s 5  |
| 6    | Graham Hill        | BRM           | 3 min 54 s 2         | + 4 s 2  |
| 7    | Joakim Bonnier     | BRM           | 3 min 54 s 8         | + 4 s 8  |
| 8    | Innes Ireland      | Lotus-Climax  | 3 min 55 s 4         | + 5 s 4  |
| 9    | Chris Bristow      | Cooper-Climax | 3 min 56 s 3         | + 6 s 3  |
| 10   | Jim Clark          | Lotus-Climax  | 3 min 57 s 5         | + 7 s 5  |
| 11   | Wolfgang von Trips | Ferrari       | 3 min 57 s 8         | + 7 s 8  |
| 12   | Dan Gurney         | BRM           | 3 min 58 s 3         | + 8 s 3  |
| 13   | Willy Mairesse     | Ferrari       | 3 min 58 s 9         | + 8 s 9  |
| 14   | Bruce McLaren      | Cooper-Climax | 4 min 00 s 0         | + 10 s 0 |
| 15   | Lucien Bianchi     | Cooper-Climax | 4 min 00 s 6         | + 10 s 6 |
| 16   | Lance Reventlow    | Scarab        | 4 min 09 s 7         | + 19 s 7 |
| 17   | Alan Stacey        | Lotus-Climax  | 4 min 17 s 6         | + 27 s 6 |
| 18   | Chuck Daigh        | Scarab        | 4 min 18 s 5         | + 28 s 5 |
| 19   | Mike Taylor        | Lotus-Climax  | temps non communiqué |          |

## Grille de départ du Grand Prix

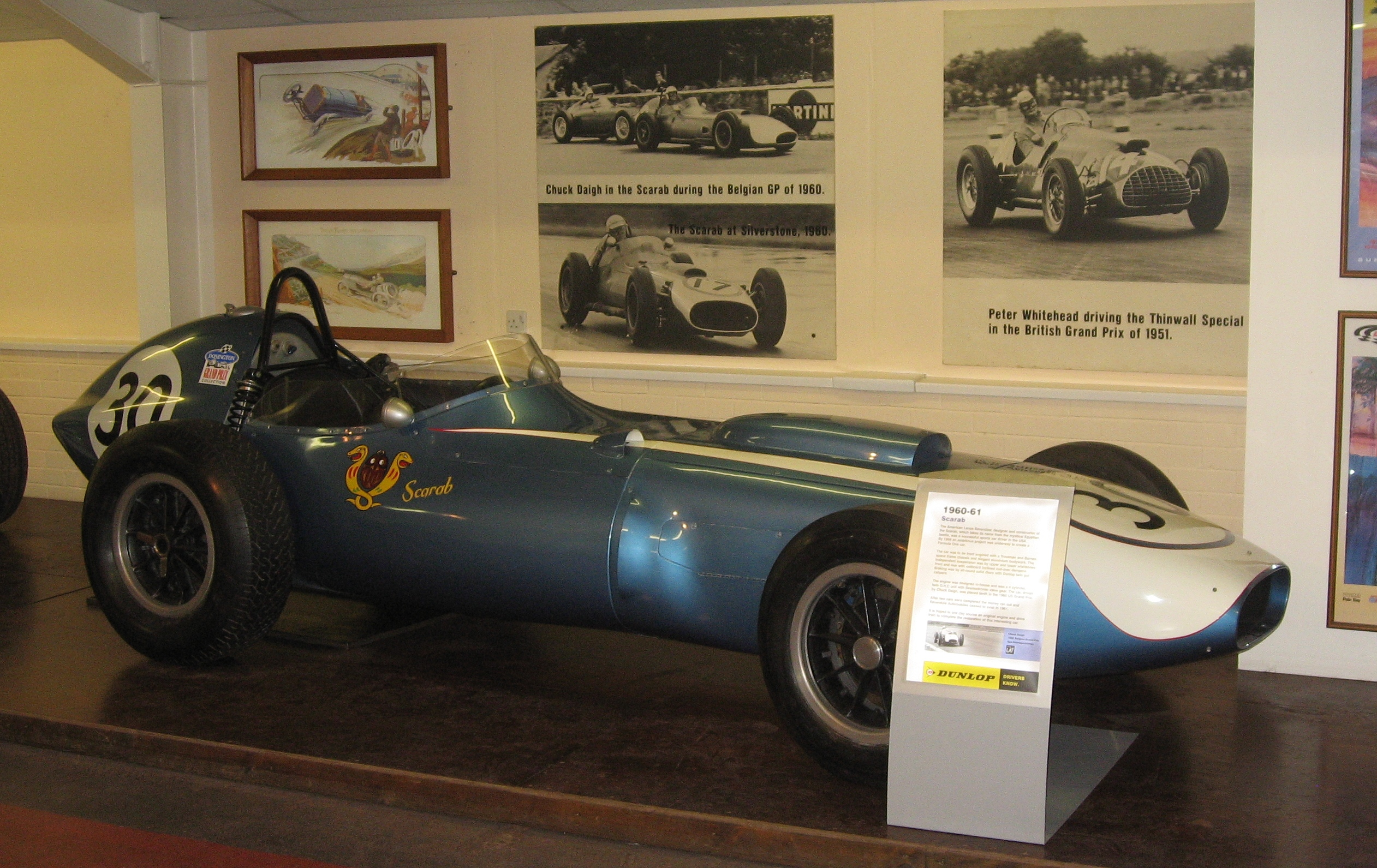
Premier Grand Prix pour les Scarab F1, qui s'élanceront en fond de grille.

| 1re ligne | Pos. 1                      |                               | Pos. 2                        |                               | Pos. 3                       |
|           | Brabham Cooper 3 min 50 s 0 |                               | Brooks Cooper 3 min 52 s 5    |                               | P. Hill Ferrari 3 min 53 s 3 |
| 2e ligne  |                             | Pos. 4                        |                               | Pos. 5                        |                              |
|           |                             | Gendebien Cooper 3 min 53 s 5 |                               | G. Hill BRM 3 min 54 s 2      |                              |
| 3e ligne  | Pos. 6                      |                               | Pos. 7                        |                               | Pos. 8                       |
|           | Bonnier BRM 3 min 54 s 8    |                               | Ireland Lotus 3 min 55 s 4    |                               | Bristow Cooper 3 min 56 s 3  |
| 4e ligne  |                             | Pos. 9                        |                               | Pos. 10                       |                              |
|           |                             | Clark Lotus 3 min 57 s 5      |                               | Trips Ferrari 3 min 57 s 8    |                              |
| 5e ligne  | Pos. 11                     |                               | Pos. 12                       |                               | Pos. 13                      |
|           | Gurney BRM 3 min 58 s 3     |                               | Mairesse Ferrari 3 min 58 s 9 |                               | McLaren Cooper 4 min 00 s 0  |
| 6e ligne  |                             | Pos. 14                       |                               | Pos. 15                       |                              |
|           |                             | Bianchi Cooper 4 min 00 s 6   |                               | Reventlow Scarab 4 min 09 s 7 |                              |
| 7e ligne  |                             | Pos. 16                       |                               | Pos. 17                       |                              |
|           |                             | Stacey Lotus 4 min 17 s 6     |                               | Daigh Scarab 4 min 18 s 5     |                              |

## Déroulement de la course
Le départ est donné le dimanche après-midi, sous un ciel brumeux et chargé de nuages bas. Le drapeau se baisse alors que Jim Clark et Lucien Bianchi n’ont pas encore démarré leur moteur, perdant quelques secondes sur le reste du peloton, tandis que Jack Brabham exploite parfaitement sa pole position pour placer sa Cooper en tête au pied du raidillon, juste devant les Cooper privées de Tony Brooks et Olivier Gendebien qui encadrent la Ferrari de Phil Hill. Brooks, en difficulté avec sa boîte de vitesses, ne va cependant pas rester longtemps dans les roues de Brabham ; il est rapidement débordé, perdant six places au cours de ce premier tour. Les dix-sept voitures, emmenées par Brabham, Gendebien et Phil Hill repassent groupées devant les stands et ce n'est qu'au second tour que des scissions se font : au commandement Brabham mène maintenant un premier groupe de sept, avec Innes Ireland (Lotus) en seconde position au coude à coude avec Phil Hill, les BRM de Joakim Bonnier et Graham Hill et les Cooper de Gendebien et Bruce McLaren. Le second groupe, emmené par Brooks, compte déjà quelques longueurs de retard au deuxième passage devant les tribunes. Brabham augmente progressivement l'allure et après quatre tours seul Phil Hill est en mesure de rester dans les roues du champion du monde, quelques secondes devant un peloton de cinq au sein duquel les pilotes échangent continuellement leurs positions. Alors qu'Ireland, dont l'embrayage commence à patiner, effectue un arrêt son stand, devant le train s'accélère progressivement et Phil Hill commence à perdre un peu de terrain sur l'homme de tête, qui au cours du huitième tour porte le record officiel de la piste à près de 219 km/h de moyenne, s'octroyant une avance de trois secondes sur son suivant immédiat, tandis que, derrière, le groupe de chasse maintenant mené par McLaren, est à plus de dix secondes. Deux boucles plus tard, l'écart entre les deux premiers est passé à six secondes, tandis que Graham Hill, qui a pris la tête du premier peloton, est dix secondes plus loin. Le pilote américain réagit et parvient à égaler le record de Brabham, sans cependant recoller à la Cooper du champion du monde qui conserve plus de quatre secondes d'avance au tiers de la course. À près de quinze secondes, la bataille est toujours très serré entre Gendebien, Graham Hill, Bonnier et McLaren. La voiture d'Ireland a pu être convenablement réparée et le pilote écossais, reparti en treizième position, a déjà regagné trois places, ayant à son tour égalé le record de la piste. Sa remontée est cependant de courte durée : victime de sa fougue, il sort de la route au virage de Blanchimont, sans mal pour lui, et doit abandonner, tout comme Bonnier, qui au cœur de la bataille pour la troisième place a fait un surrégime et endommagé son moteur.

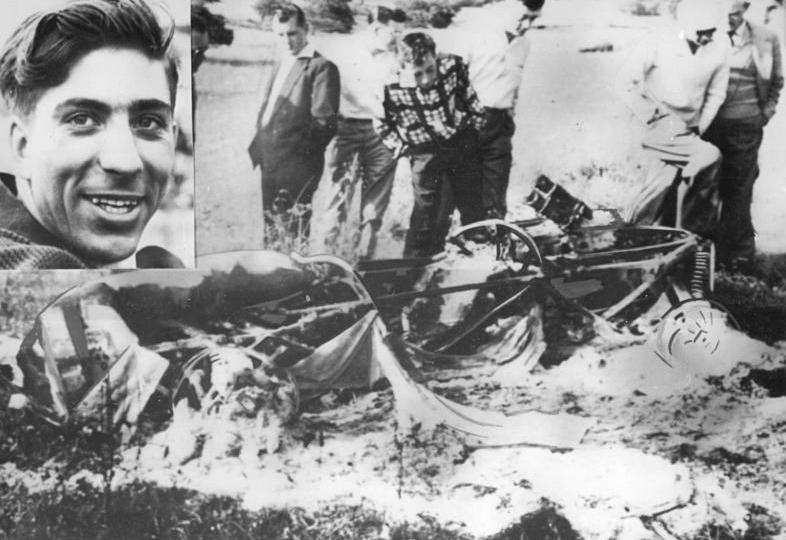
Alan Stacey, pilote de l'équipe officielle Lotus, l'une des deux victimes du Grand Prix.

Brabham a augmenté son avance ; à la mi-course onze secondes le séparent de Phil Hill, qui n'a plus que cinq secondes de marge sur le trio composé de Gendebien, Graham Hill et McLaren. Beaucoup plus loin, la bataille pour la sixième place est également très disputée, Willy Mairesse (Ferrari) venant de dépasser la Cooper de Chris Bristow, les deux voitures étant désormais collées l’une à l’autre. Au passage suivant, les deux hommes sont pratiquement côte à côte, Bristow ayant repris un infime avantage, qu'il tente de garder à tout prix. Aux Combes, il est toujours devant mais au moment d'aborder le virage de Burnenville il dévie légèrement vers l'extérieur de la trajectoire idéale, tente de corriger mais perd le contrôle de sa Cooper qui lancée à près de 210 km/h sort de la route, éjectant son pilote ; la violence du choc ne laisse aucune chance au jeune Britannique, projeté dans une clôture. La course continue cependant, Brabham gérant désormais son avance sur son poursuivant immédiat, tandis que la troisième place se joue maintenant entre Gendebien et Graham Hill, McLaren les observant de près. Mairesse roule isolé en sixième position, jusqu'au début du vingt-quatrième tour où il doit garer sa Ferrari, transmission hors d'usage. Malgré sa mauvaise position au départ, c'est Alan Stacey, auteur d'une course très régulière, qui accède à la sixième place, loin devant son coéquipier Jim Clark qui compte plus d'un tour de retard, ralenti à plusieurs reprises par des problèmes d'alimentation moteur. Non menacé, Stacey ne prend aucun risque mais au vingt-cinquième tour, de façon incompréhensible, il sort brutalement de la route pratiquement au même endroit que son compatriote Bristow ; également éjecté de sa voiture qui s'embrase instantanément, Stacey mourra dans l'ambulance avant que celle-ci n'ait quitté le circuit. Des plumes retrouvées sur son casque et ses lunettes étayeront l'hypothèse d'un choc avec un oiseau ayant provoqué l'accident.
Malgré l'intervention des voitures de secours sur la piste, la course n'est pas interrompue. Brabham maintient un écart d'une dizaine de secondes sur Phil Hill, tandis que Gendebien commence à connaître quelques problèmes de boîte de vitesses et doit se résoudre à abandonner la troisième place à Graham Hill. Peu après, c'est au tour de Phil Hill de connaître quelques soucis, une fuite d'huile contraignant l'Américain à faire un long arrêt à son stand. Il en repart après plusieurs minutes, ayant rétrogradé en cinquième position. Avec vingt secondes d'avance sur Graham Hill, Brabham ne peut plus être inquiété. Le champion australien accomplit les derniers tours sans forcer jusqu'au drapeau à damiers, remportant son deuxième succès d'affilée. Alors qu'il était assuré de la deuxième place, Graham Hill s'est arrêté à son stand à la fin de l'avant dernier tour, moteur explosé. Boîte de vitesses hors d'usage, Gendebien a fait de même mais, son stand étant placé avant la ligne de départ (contrairement au stand BRM de Graham Hill), le pilote belge a été renvoyé en piste, attendant l'arrivée de Brabham pour pousser sa voiture sous le drapeau à damiers et être ainsi classé ! Ces incidents ont permis à McLaren de s'adjuger la seconde place, à une minute de son coéquipier.

### Classements intermédiaires
Classements intermédiaires des monoplaces aux premier, troisième, cinquième, huitième, dixième, douzième, dix-huitième, vingt-quatrième et trentième tours.

### Classement de la course
| Pos  | No | Pilote             | Écurie                     | Monoplace     | Tours | Temps/Abandon     | Grille       | Points |
| ---- | -- | ------------------ | -------------------------- | ------------- | ----- | ----------------- | ------------ | ------ |
| 1    | 2  | Jack Brabham       | Cooper Car Company         | Cooper-Climax | 36    | 2 h 21 min 37 s 3 | 1            | 8      |
| 2    | 4  | Bruce McLaren      | Cooper Car Company         | Cooper-Climax | 36    | + 1 min 03 s 3    | 13           | 6      |
| 3    | 34 | Olivier Gendebien  | Yeoman Credit Racing Team  | Cooper-Climax | 35    | + 1 tour          | 4            | 4      |
| 4    | 24 | Phil Hill          | Scuderia Ferrari           | Ferrari       | 35    | + 1 tour          | 3            | 3      |
| 5    | 18 | Jim Clark          | Team Lotus                 | Lotus-Climax  | 34    | + 2 tours         | 9            | 2      |
| 6    | 32 | Lucien Bianchi     | Équipe Nationale Belge     | Cooper-Climax | 28    | + 8 tours         | 14           | 1      |
| Abd. | 10 | Graham Hill        | Owen Racing Organisation   | BRM           | 35    | Moteur            | 5            |        |
| Abd. | 16 | Alan Stacey        | Team Lotus                 | Lotus-Climax  | 24    | Accident mortel   | 16           |        |
| Abd. | 22 | Willy Mairesse     | Scuderia Ferrari           | Ferrari       | 23    | Transmission      | 12           |        |
| Abd. | 26 | Wolfgang von Trips | Scuderia Ferrari           | Ferrari       | 22    | Transmission      | 10           |        |
| Abd. | 36 | Chris Bristow      | Yeoman Credit Racing Team  | Cooper-Climax | 19    | Accident mortel   | 8            |        |
| Abd. | 30 | Chuck Daigh        | Reventlow Automobiles Inc  | Scarab        | 16    | Moteur            | 17           |        |
| Abd. | 6  | Jo Bonnier         | Owen Racing Organisation   | BRM           | 14    | Moteur            | 6            |        |
| Abd. | 14 | Innes Ireland      | Team Lotus                 | Lotus-Climax  | 13    | Accident          | 7            |        |
| Abd. | 8  | Dan Gurney         | Owen Racing Organisation   | BRM           | 4     | Moteur            | 11           |        |
| Abd. | 38 | Tony Brooks        | Yeoman Credit Racing Team  | Cooper-Climax | 2     | Boîte de vitesses | 2            |        |
| Abd. | 28 | Lance Reventlow    | Reventlow Automobiles Inc  | Scarab        | 1     | Moteur            | 15           |        |
| Np.  | 12 | Stirling Moss      | Rob Walker Racing Team     | Lotus-Climax  | 0     | Accident          | F. (3e tps)  |        |
| Np.  | 20 | Mike Taylor        | Taylor-Crawley Racing Team | Lotus-Climax  | 0     | Accident          | F. (19e tps) |        |

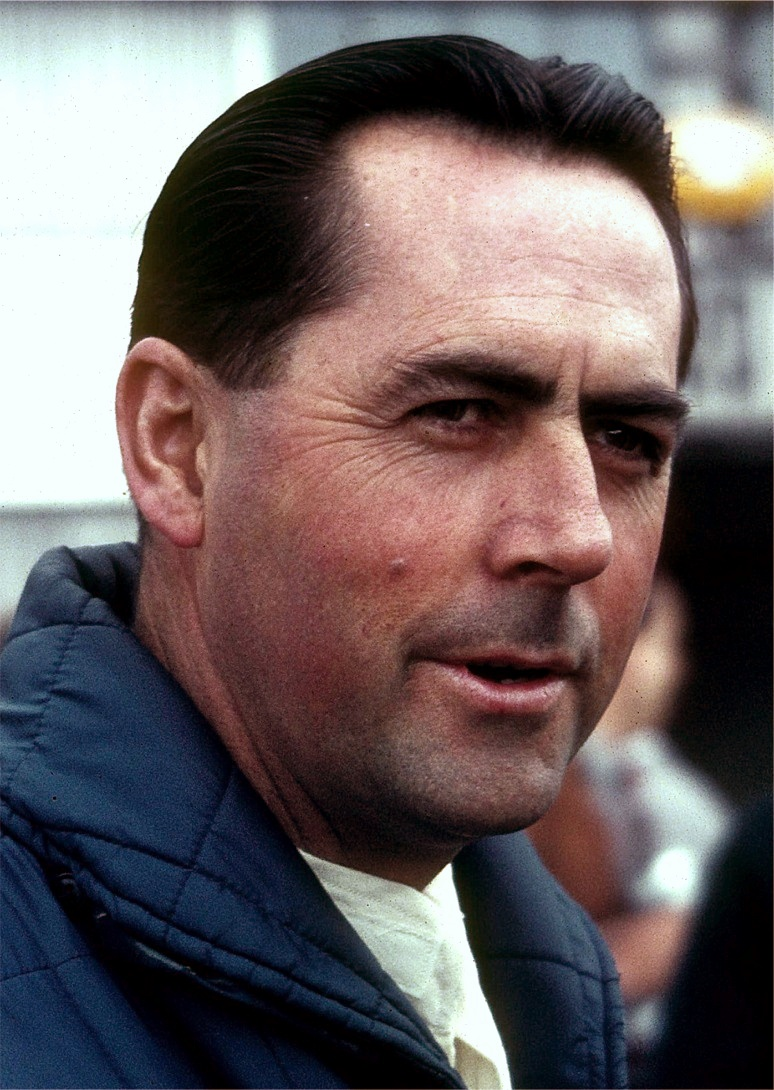
Deuxième victoire consécutive pour Jack Brabham dans le cadre du championnat.

- Légende: Abd.=Abandon - Np.=Non partant - F.=Forfait avant mise en grille

### Pole position et record du tour
- Pole position :  Jack Brabham en 3 min 50 s 0 (vitesse moyenne : 220,696 km/h). Temps réalisé lors de la séance d'essais du vendredi 17 juin[2].
- Meilleur tour en course :  Jack Brabham en 3 min 51 s 9 (vitesse moyenne : 218,887 km/h) au huitième tour, égalé peu après par  Phil Hill et  Innes Ireland[16].

### Tours en tête
- Jack Brabham : 36 tours (1-36)

## Classement général à l'issue de la course
- Attribution des points : 8, 6, 4, 3, 2, 1 respectivement aux six premiers de chaque épreuve.
- Pour la coupe des constructeurs, même barème mais seule la voiture la mieux classée de chaque équipe inscrit des points. Les 500 miles d'Indianapolis ne sont pas pris en compte pour cette coupe, la course n'étant pas ouverte aux monoplaces de formule 1.
- Seuls les six meilleurs résultats sont comptabilisés.
- Le règlement permet aux pilotes de se relayer sur une même voiture, les points éventuellement acquis étant alors perdus pour pilotes et constructeur[2].

| Pos. | Pilote             | Écurie   | Points | ARG | MON | 500 | NL | BEL | FRA | GBR | POR | ITA | USA |
| ---- | ------------------ | -------- | ------ | --- | --- | --- | -- | --- | --- | --- | --- | --- | --- |
| 1    | Bruce McLaren      | Cooper   | 20     | 8   | 6   | -   | -  | 6   |     |     |     |     |     |
| 2    | Jack Brabham       | Cooper   | 16     | -   | -   | -   | 8  | 8   |     |     |     |     |     |
| 3    | Stirling Moss      | Lotus    | 11     | -   | 8   | -   | 3  | -   |     |     |     |     |     |
| 4    | Jim Rathmann       | Watson   | 8      | -   | -   | 8   | -  | -   |     |     |     |     |     |
| 5    | Innes Ireland      | Lotus    | 7      | 1   | -   | -   | 6  | -   |     |     |     |     |     |
|      | Phil Hill          | Ferrari  | 7      | -   | 4   | -   | -  | 3   |     |     |     |     |     |
| 7    | Cliff Allison      | Ferrari  | 6      | 6   | -   | -   | -  | -   |     |     |     |     |     |
|      | Rodger Ward        | Watson   | 6      | -   | -   | 6   | -  | -   |     |     |     |     |     |
| 9    | Paul Goldsmith     | Epperly  | 4      | -   | -   | 4   | -  | -   |     |     |     |     |     |
|      | Graham Hill        | BRM      | 4      | -   | -   | -   | 4  | -   |     |     |     |     |     |
|      | Olivier Gendebien  | Cooper   | 4      | -   | -   | -   | -  | 4   |     |     |     |     |     |
|      | Wolfgang von Trips | Ferrari  | 4      | 2   | -   | -   | 2  | -   |     |     |     |     |     |
| 13   | Carlos Menditéguy  | Cooper   | 3      | 3   | -   | -   | -  | -   |     |     |     |     |     |
|      | Tony Brooks        | Cooper   | 3      | -   | 3   | -   | -  | -   |     |     |     |     |     |
|      | Don Branson        | Phillips | 3      | -   | -   | 3   | -  | -   |     |     |     |     |     |
| 16   | Joakim Bonnier     | BRM      | 2      | -   | 2   | -   | -  | -   |     |     |     |     |     |
|      | Johnny Thomson     | Lesovsky | 2      | -   | -   | 2   | -  | -   |     |     |     |     |     |
|      | Jim Clark          | Lotus    | 2      | -   | -   | -   | -  | 2   |     |     |     |     |     |
|      | Richie Ginther     | Ferrari  | 2      | -   | 1   | -   | 1  | -   |     |     |     |     |     |
| 20   | Eddie Johnson      | Trevis   | 1      | -   | -   | 1   | -  | -   |     |     |     |     |     |
|      | Lucien Bianchi     | Cooper   | 1      | -   | -   | -   | -  | 1   |     |     |     |     |     |

| Pos. | Écurie          | Points | ARG | MON | 500 | NL | BEL | FRA | GBR | POR | ITA | USA |
| ---- | --------------- | ------ | --- | --- | --- | -- | --- | --- | --- | --- | --- | --- |
| 1    | Cooper-Climax   | 30     | 8   | 6   | -   | 8  | 8   |     |     |     |     |     |
| 2    | Lotus-Climax    | 17     | 1   | 8   | -   | 6  | 2   |     |     |     |     |     |
| 3    | Ferrari         | 15     | 6   | 4   | -   | 2  | 3   |     |     |     |     |     |
| 4    | BRM             | 6      | -   | 2   | -   | 4  | -   |     |     |     |     |     |
| 5    | Cooper-Maserati | 3      | 3   | -   | -   | -  | -   |     |     |     |     |     |

## À noter
- 4e victoire en championnat du monde pour Jack Brabham.
- 10e victoire en championnat du monde pour Cooper en tant que constructeur.
- 11e victoire en championnat du monde pour Climax en tant que motoriste.